# Klinte Sogn

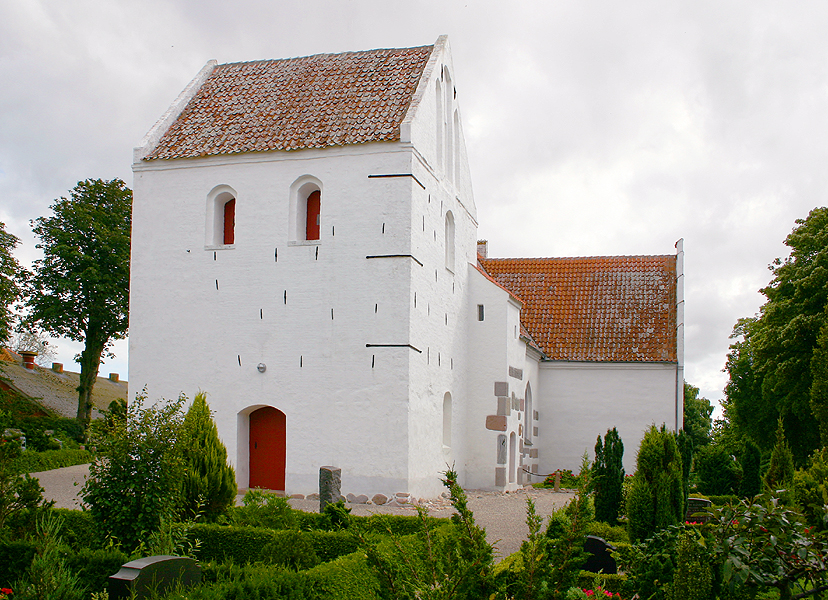
Klinte Kirke

Klinte Sogn ist eine Kirchspielsgemeinde (dän.: Sogn)
auf der Insel Fyn (dt.: Fünen)
im südlichen Dänemark. Bis 1970 gehörte sie zur Harde Skam Herred im damaligen Odense Amt, danach zur Bogense Kommune im Fyns Amt, die im Zuge der Kommunalreform zum 1. Januar 2007 in der Nordfyns Kommune in der Region Syddanmark aufgegangen ist.
Im Kirchspiel leben 334 Einwohner (Stand: 1. Januar 2023). Im Kirchspiel liegt die Kirche „Klinte Kirke“.
Nachbargemeinden sind im Osten Nørre Næraa Sogn, im Süden Grindløse Sogn und im Westen Nørre Sandager Sogn.